# روضة بسمة (المفرق)
روضة بسمة هي منطقة سكنية تقع في لواء البادية الشمالية، محافظة المفرق في الأردن. تتبع قضاء أم الجمال الذي يضم 9 مناطق، يقدّر عدد سكانها بـ 10376 نسمة حسب إحصاء 2015.

## وصلات خارجية
- دائرة الاحصاءات العامة